# Sverige i olympiska vinterspelen 2010
Sverige deltog i de Olympiska vinterspelen 2010 i Vancouver i Kanada med en trupp på 106 aktiva. Peter Forsberg var svensk fanbärare vid invigningen och Marcus Hellner bar fanan vid avslutningen.
Överlag var detta OS Sveriges näst bästa genom tiderna, med 5 guld, 2 silver och 4 brons för totalt 11 medaljer. Fortfarande är det olympiska vinterspelen 2006 i Turin i Italien som är det bästa OS för Sveriges del om man räknar antal guld, då man inkasserade 7 guld, 2 silver och 5 brons för totalt 14 medaljer. Bästa placering i medaljligan(den som används mest eftersom det inte finns en officiell medaljliga) är fortfarande OS 1948 då Sverige blev delad etta med Norge.

## Medaljer

### Guld
- Längdskidåkning
  - 10 km fristil damer: Charlotte Kalla
  - Dubbeljakt herrar: Marcus Hellner
  - Stafett herrar: Daniel Rickardsson, Johan Olsson, Anders Södergren och Marcus Hellner
- Skidskytte
  - 12,5 km jaktstart herrar: Björn Ferry
- Curling
  - Svenska damlandslaget, Lag Norberg: Cathrine Lindahl, Eva Lund, Anette Norberg, Anna Le Moine och Kajsa Bergström (reserv)

### Silver
- Längdskidåkning
  - Dubbeljakt damer: Anna Haag
  - Sprintstafett damer: Anna Haag och Charlotte Kalla

### Brons
- Alpin skidåkning
  - Alpin superkombination damer: Anja Pärson
  - Slalom herrar: André Myhrer
- Längdskidåkning
  - Dubbeljakt herrar: Johan Olsson
  - 50 kilometer masstart herrar: Johan Olsson

## Medaljhopp
Inför tävlingarna var i svensk massmedia Helena Jonsson det största medaljhoppet; hon hade imponerat stort under det sista året inför spelen, både i världscupen och vid VM 2009. Bland övriga ansågs Anja Pärson, Charlotte Kalla, Anna Holmlund, Anna Carin Zidek och Emil Jönsson tillhöra de individuella svenska idrottarna med störst medaljchans. Bland lagidrottarna sågs främst Tre Kronor och damerna i curling som rimliga guldhopp.
Tidningen Sports Illustrated tippade före OS att Sverige skulle ta 16 medaljer, varav två guld.
Sveriges Olympiska Kommittés målsättning var tio medaljer.

## OS-uttagna

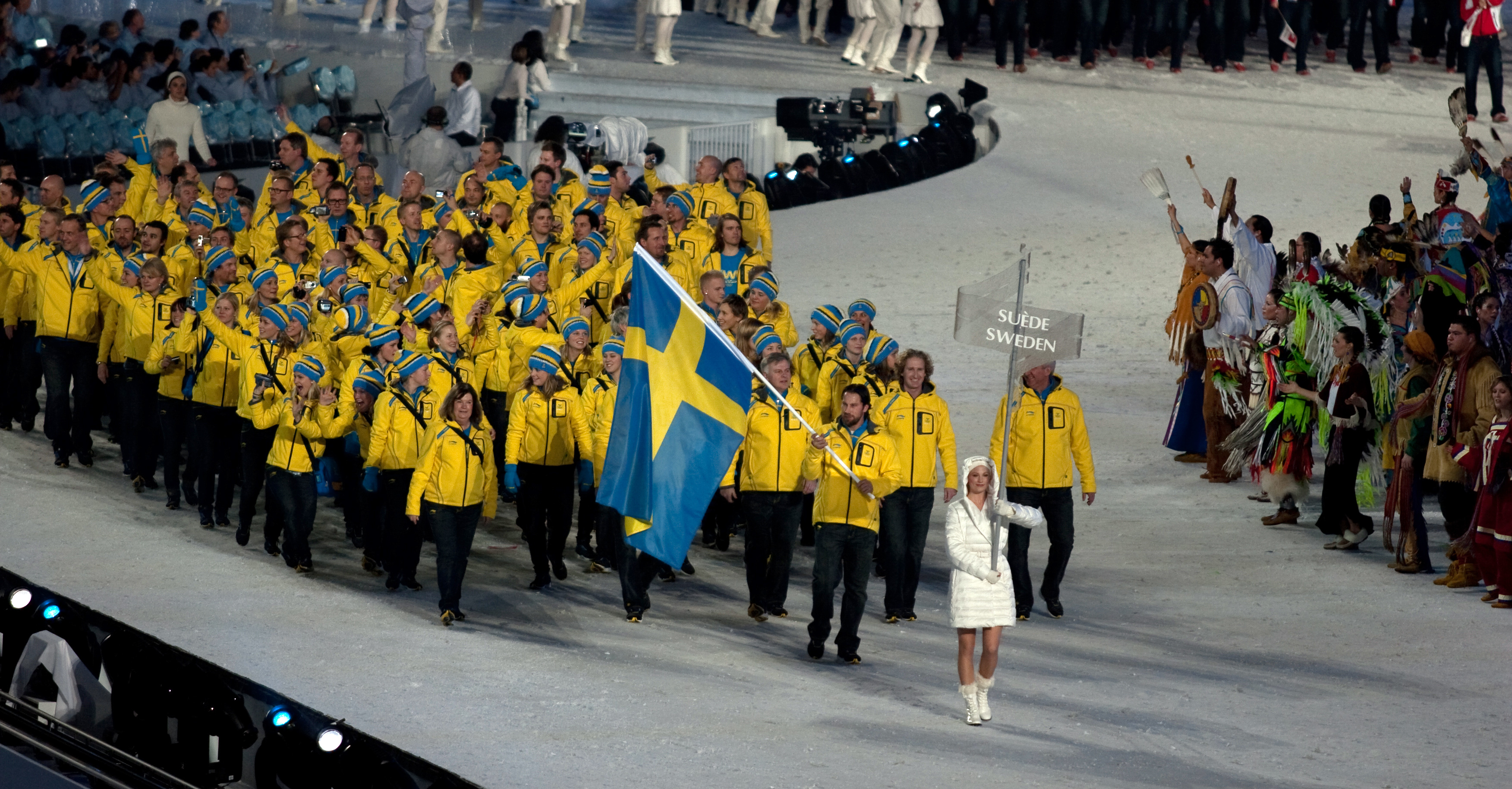
Svenska truppen vid invigningen. Flaggan bärs av Peter Forsberg

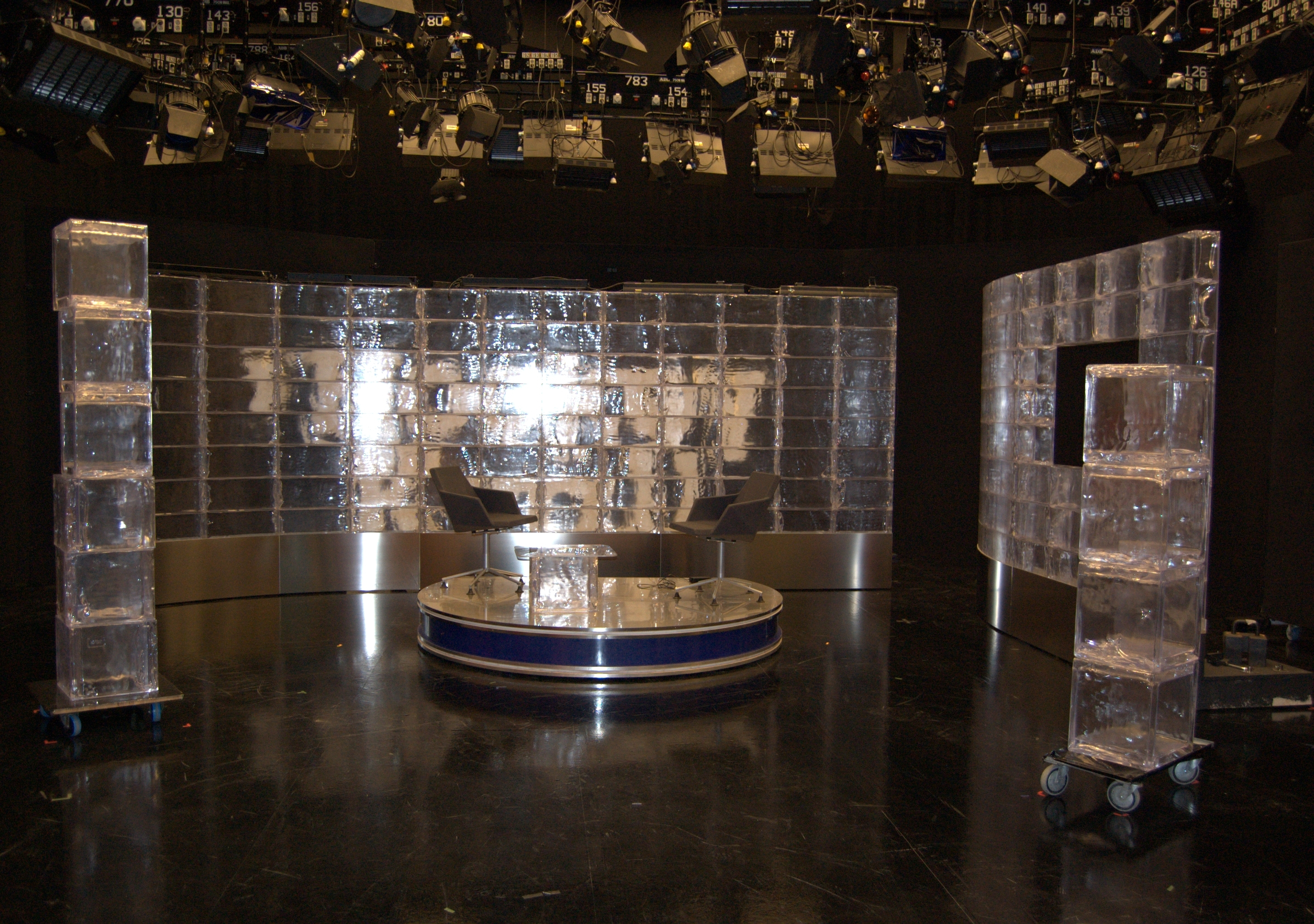
Studion där Sveriges Television rapporterade om Vinter-OS 2010

| Namn                             | Kön | Sport                        |
| -------------------------------- | --- | ---------------------------- |
| Therese Borssén                  | D   | Alpin skidåkning (13 aktiva) |
| Frida Hansdotter                 | D   | Alpin skidåkning (13 aktiva) |
| Kajsa Kling                      | D   | Alpin skidåkning (13 aktiva) |
| Jessica Lindell Vikarby          | D   | Alpin skidåkning (13 aktiva) |
| Maria Pietilä Holmner            | D   | Alpin skidåkning (13 aktiva) |
| Anja Pärson                      | D   | Alpin skidåkning (13 aktiva) |
| Jens Byggmark                    | H   | Alpin skidåkning (13 aktiva) |
| Axel Bäck                        | H   | Alpin skidåkning (13 aktiva) |
| Mattias Hargin                   | H   | Alpin skidåkning (13 aktiva) |
| Patrik Järbyn                    | H   | Alpin skidåkning (13 aktiva) |
| Markus Larsson                   | H   | Alpin skidåkning (13 aktiva) |
| André Myhrer                     | H   | Alpin skidåkning (13 aktiva) |
| Hans Olsson                      | H   | Alpin skidåkning (13 aktiva) |
| Kajsa Bergström (reserv)         | D   | Curling (10 aktiva)          |
| Cathrine Lindahl                 | D   | Curling (10 aktiva)          |
| Eva Lund                         | D   | Curling (10 aktiva)          |
| Anette Norberg                   | D   | Curling (10 aktiva)          |
| Anna Le Moine                    | D   | Curling (10 aktiva)          |
| Niklas Edin                      | H   | Curling (10 aktiva)          |
| Oskar Eriksson (reserv)          | H   | Curling (10 aktiva)          |
| Viktor Kjäll                     | H   | Curling (10 aktiva)          |
| Sebastian Kraupp                 | H   | Curling (10 aktiva)          |
| Fredrik Lindberg                 | H   | Curling (10 aktiva)          |
| Jesper Björnlund                 | H   | Freestyle (2 aktiva)         |
| Per Spett                        | H   | Freestyle (2 aktiva)         |
| Sveriges damlandslag i ishockey  | D   | Ishockey (46 aktiva)         |
| Sveriges herrlandslag i ishockey | H   | Ishockey (46 aktiva)         |
| Adrian Schultheiss               | H   | Konståkning (1 aktiv)        |
| Hanna Falk                       | D   | Längdskidåkning (15 aktiva)  |
| Anna Haag                        | D   | Längdskidåkning (15 aktiva)  |
| Ida Ingemarsdotter               | D   | Längdskidåkning (15 aktiva)  |
| Charlotte Kalla                  | D   | Längdskidåkning (15 aktiva)  |
| Britta Norgren                   | D   | Längdskidåkning (15 aktiva)  |
| Anna Olsson                      | D   | Längdskidåkning (15 aktiva)  |
| Magdalena Pajala                 | D   | Längdskidåkning (15 aktiva)  |
| Stafettlag                       | D   | Längdskidåkning (15 aktiva)  |
| Teamsprintlag                    | D   | Längdskidåkning (15 aktiva)  |
| Marcus Hellner                   | H   | Längdskidåkning (15 aktiva)  |
| Emil Jönsson                     | H   | Längdskidåkning (15 aktiva)  |
| Björn Lind                       | H   | Längdskidåkning (15 aktiva)  |
| Jesper Modin                     | H   | Längdskidåkning (15 aktiva)  |
| Johan Olsson                     | H   | Längdskidåkning (15 aktiva)  |
| Teodor Peterson                  | H   | Längdskidåkning (15 aktiva)  |
| Daniel Rickardsson               | H   | Längdskidåkning (15 aktiva)  |
| Anders Södergren                 | H   | Längdskidåkning (15 aktiva)  |
| Stafettlag                       | H   | Längdskidåkning (15 aktiva)  |
| Teamsprintlag                    | H   | Längdskidåkning (15 aktiva)  |
| Anna Holmlund                    | D   | Skicross (6 aktiva)          |
| Magdalena Iljans                 | D   | Skicross (6 aktiva)          |
| Tommy Eliasson                   | H   | Skicross (6 aktiva)          |
| Michael Forslund                 | H   | Skicross (6 aktiva)          |
| Eric Iljans                      | H   | Skicross (6 aktiva)          |
| Lars Lewén                       | H   | Skicross (6 aktiva)          |
| Sofia Domeij                     | D   | Skidskytte (10 aktiva)       |
| Elisabeth Högberg                | D   | Skidskytte (10 aktiva)       |
| Helena Jonsson                   | D   | Skidskytte (10 aktiva)       |
| Anna Maria Nilsson               | D   | Skidskytte (10 aktiva)       |
| Anna Carin Zidek                 | D   | Skidskytte (10 aktiva)       |
| Stafettlag                       | D   | Skidskytte (10 aktiva)       |
| Carl-Johan Bergman               | H   | Skidskytte (10 aktiva)       |
| Björn Ferry                      | H   | Skidskytte (10 aktiva)       |
| Magnus Jonsson                   | H   | Skidskytte (10 aktiva)       |
| Fredrik Lindström                | H   | Skidskytte (10 aktiva)       |
| Mattias Nilsson                  | H   | Skidskytte (10 aktiva)       |
| Stafettlag                       | H   | Skidskytte (10 aktiva)       |
| Joel Eriksson                    | H   | Skridskor (3 aktiva)         |
| Daniel Friberg                   | H   | Skridskor (3 aktiva)         |
| Johan Röjler                     | H   | Skridskor (3 aktiva)         |
| Lagtempo, herrar                 | H   | Skridskor (3 aktiva)         |
| Daniel Biveson                   | H   | Snowboard (1 aktiv)          |

## Återbud
- Lina Andersson var bland de uttagna i längdtruppen, men blev tvungen att lämna återbud på grund av flera förkylningar.[8]